# 葵 徳川三代
『葵 徳川三代』（あおい とくがわさんだい）は、NHKで2000年1月9日から12月17日に放送された39作目の大河ドラマ。

## 概要
1998年4月2日、NHKは2000年の大河ドラマは『葵 徳川三代』に決まったと発表した。放送2年前の発表は当時としては異例の早さであり、海老沢勝二会長は「初のハイビジョン大河に向けて早めの対応をした」と述べた。
豊臣秀吉の死の翌朝から、江戸幕府を樹立した徳川家康・秀忠・家光の3代の治世を、関ヶ原の戦い、豊臣政権の消滅、朝廷との関係、幕府成立の過程を中心に描く。放送年である西暦2000年が関ヶ原の戦い（西暦1600年）から400周年に当たることから、第1回は「総括関ヶ原」と銘打って関ヶ原の戦いをダイジェストで放送し、第2回から13回まで関ヶ原に至る内容を遡る形で描かれた。関ヶ原の戦いの合戦シーンは多額の制作費をかけた映画並みの迫力となり、映像や甲冑は史実再現性も高い。CGが効果的に使われたことも特徴である。大河ドラマ初の全編ハイビジョン作品。
初期は戦国ドラマ、中期以降は政治劇の要素が強くなり、歴史書並に「○○がM月に亡くなった」云々など細かい事項まで取り込んでいる。劇中の解説は中村梅雀演じる徳川光圀が担当した。第2回の登場シーンに表示されたテロップ「明暦三年（1657年）」は光圀が『大日本史』編纂に着手した年である（ただし、大日本史の記載範囲に本作の時代は該当しない）。
主人公がリレー形式となるのは、1993年から1994年にかけて放送された『炎立つ』以来となる（ただし、『炎立つ』のように複数部に分けた構成とはなっていない）。ただし、脚本のジェームス三木は、「実質的な主人公は、家康と家光に挟まれて影の薄い秀忠である」とノベライズ版の終盤に書いている。実際、家康は人生の晩年しか描かれておらず、秀忠の死は最終回の1回分前であり、家光が単独で主人公となるのは最終回のみで嫡男家綱の誕生までがダイジェスト的に描かれるのみである。家康が主人公の作品で省略されがちであった家康の生母（於大の方）の死も描いた珍しい作品でもある。
家康はアクの強い強面と強烈な肉親愛を兼ね備えた人物、秀忠は父親と妻の板ばさみになる人物（閨房での会話場面が多い）、家光は情緒不安定な人物として描かれている。
主演の津川雅彦、西田敏行をはじめ、岩下志麻、江守徹、小川真由美、夏八木勲、細川俊之、小林稔侍、西郷輝彦、宇津井健、佐藤慶、樹木希林、草笛光子、山田五十鈴等ベテラン俳優陣の演技がドラマを盛り上げ、20世紀最後の大河ドラマに相応しい重厚さと風格を示した。
光圀の与力である「助さん・格さん」は女優が演じた。これは「戦国時代に比較し、光圀の時代の武士は骨格が華奢になっていた事を表現するためである」とジェームス三木は語っている。なお、大河作品で女性が男性を演じたのは本作が初めてではなく、『太平記』における後藤久美子（北畠顕家）の先例がある。
家康を演じた津川雅彦は、家康の癖であると伝えられている「爪を噛む」仕草として、「嫌らしく見せよう」と噛んだ爪を近習が持ってきた懐紙の上にプッと吐き出す芝居を頻繁に演じたが、視聴者から「食事時に気分が悪い」と抗議が続出した。これに対し津川は「行儀云々を言う前に、テレビを見ながら食事をするのを止めたらどうだ」と反論した。だがこの抗議にNHK側が折れ、まず「プッ」という吐き出す音が消され、やがて爪を噛む演技自体が封印させられた。第15回では家康のかかった病について解説した際、「寸白」「口から虫を吐く」といった表現が用いられたため、光圀が「失礼。お食事はお済みでござったか」と述べるシーンがある。
音楽は岩代太郎が手掛けた。オープニング映像は、春夏秋冬で時の流れを表現するものとなっており、戦闘の描写は中盤に僅かに登場するのみである。群馬県利根郡利根村（現・沼田市）の吹割の滝、奈良県宇陀市の瀧桜、日光東照宮などの風景が使われている。

## あらすじ
慶長3年8月18日（1598年9月18日）、太閤豊臣秀吉は巨万の富と幼い遺児・秀頼を残しこの世を去る。五大老筆頭・徳川家康は自らに権力を集中させてゆく。
これを阻止しようとする石田三成との対立が生じ関ヶ原の戦いに至る。
家康の孫にあたる水戸光圀は父祖の正しい歴史を伝えるべく、秀吉の死後から徳川三代の物語を語る。

## 登場人物

### 徳川家

#### 徳川将軍家
徳川家康（とくがわ いえやす）
演：津川雅彦
第1回から第19回までの主人公。短気かつ神経質で謀略に長けた面が強調されていたが、同時に家族思いの側面も描かれる。また、山岡荘八の歴史小説『徳川家康』などのように秀吉の遺志を特に慮ったわけではないが、かつて織田家が豊臣家の配下となったように、豊臣家が徳川家に屈服することを期待して大坂の陣を極力避けようとはしており、夏の陣で秀頼と淀殿が自害した折は悄然としていた。少々口が悪いところもあり、また戦国武将としての用心深さと非情さから、温厚だが曲がったことを嫌う秀忠と対立することもあったが、実際は2人の関係は良好で、臨終の床では、秀忠の「へたくそな鼓」を聴くことを所望し、息を引き取った。
徳川秀忠（とくがわ ひでただ）
演：西田敏行
第20回から第48回までの主人公。家康の三男。正室・お江の尻に敷かれる頭の上がらない恐妻家だが、妻のことを心から愛している。関ヶ原の戦いには中山道を通って西に向かうも遅参する。その後も武将として頼りない性格ゆえに父・家康を悩ませる。将軍職を継いだ当初は大御所・家康や重臣たちに支えられてなんとか政務をこなす有様だったが、徐々に将軍としての威厳を身に付け、乱行の収まらない六男の忠輝・甥の忠直や自分の意に従わない朝廷に対して断固たる態度をとるようになる。その一方で、死の直前まで家光と忠長の不和に心を痛め続けた。
徳川家光（とくがわ いえみつ）
（竹千代→徳川家光）
演：尾上辰之助（幼年期〜少年期：内田雅楽→吉永和真→佐藤圭祐→酒井長輝→山田孝之）
最終回の主人公。秀忠の次男。将軍家の世継ぎとして家康の命により母・お江とは引き離され、お福や傅役に養育される。幼少時から変わり者で女装するなど奇行も目立ち、青年期には頼房と夜の街に繰り出して辻斬りをしたり、侍女に乱暴して孕ませるなど素行も悪かった。お江には将軍家の世継ぎにはふさわしくないと思われ、疎まれていたが、最終的には三代将軍を継承する。プライドが高く、当初は公家の増長ぶりに反発し、御台所の孝子を遠ざけたり後水尾天皇の江戸行幸を迫ったりしたが、秀忠の死後は朝廷への歩み寄りを見せた。

#### 徳川一門とその家臣

##### 結城家（越前松平家）
結城秀康（ゆうき ひでやす）
演：岡本富士太
家康の次男。秀忠の異母兄。母は、於万の方。秀吉の養子を経て下総結城城主・結城晴朝の養子となり、結城家の家督を相続したため徳川家の家督を継げなかった。加藤清正ら七将に追われ、徳川屋敷に逃げ込んだ石田三成を近江佐和山城へ送り届ける。関ヶ原の戦いでは小山に留まり、上杉軍に備える。江戸に家康が幕府を開くと、江戸に参集を命じられるが碓氷峠で幕府役人に鉄砲隊を連れていることを咎められ、家康と秀忠に訴え出る。家康は秀忠に兄でありながら徳川家を継ぐことができなかった秀康に配慮し、大事に扱うよう諭した。病死した際は家康だけでなく秀忠も「私がいなければ将軍になれたものを」とその死を惜しんだ。
松平忠直（まつだいら ただなお）
（長吉丸→松平忠直）
演：北直樹（幼年期：中林大樹、少年期：梅沢勇太）
秀康の長男。家康の孫。大坂冬の陣では真田丸の攻防で真田幸村に翻弄され、家康の叱責を受ける。しかし、夏の陣後は、家臣がその幸村を討ち取ったこともあり、正室・勝姫の父・秀忠に功を賞せられる。しかしその後、乱行を繰り返すようになり、秀忠に流罪に処された。
虎松（とらまつ）
演：田山辰三
秀康の次男。
河内丸（かわうちまる）
演：清水修二郎
秀康の三男。
仙千代（せんちよ）
演：小沼蔵人
忠直の長男。母は勝姫。秀忠とお江の外孫。家康の曾孫。乱行を繰り返し参勤しない忠直に代わり母・勝姫と共に江戸に赴く。第41回「御対面」では勝姫の息子、秀忠の孫として紹介されている。
喜佐姫（きさひめ）
演：今関愛美
秀康の娘。秀忠の養女。
本多成重（ほんだ なりしげ）
演：不破万作
忠直の傅役、家老。永見右衛門佐の母・順照尼を所望する忠直に困り果て諫める。その後、参勤を拒む忠直を何とか説得しようと努めるが、そのことで多くの近臣が手打ちにされたため匙を投げ、土井利勝に忠直を幕府の名のもとに処分してほしいと訴え出る。
西尾久作（にしお きゅうさく）
演：菊池敏昭
忠直の家臣。大坂夏の陣で真田幸村を討ち取る。
順照尼（じゅんしょうに）
演：阿部朋子
永見右衛門佐の母。忠直に所望されるが、落飾する。
永見右衛門佐（ながみ うえもんのすけ）
演：福田賢二
母を所望する忠直を見限り、出仕を辞める。しかし、軍勢を差し向けられる。
藤島（ふじしま）
演：峯岸みくさ
岡田源左衛門（おかの げんざえもん）
演：番哲也

##### 東条松平家
松平忠吉（まつだいら ただよし）
演：寺泉憲
家康の四男。秀忠の同母弟。関ヶ原の戦いでは、初陣であったが井伊直政と共に先鋒の福島正則を出し抜き、先陣を切る。戦いの終盤、島津勢を追尾し、島津豊久を討ち取るが、銃弾に負傷する。やがて傷が原因で病に倒れ、兄秀康の後を追うように病死する。

##### 長沢松平家
松平忠輝（まつだいら ただてる）
（辰千代→松平忠輝）
演：阪本浩之（幼・少年期：岩渕幸弘→山田一統）
家康の六男。母は、於茶阿の方。正室は伊達政宗の長女・五郎八姫。家康から邪険に扱われ、冷遇されている。信濃川中島を与えられるが、乱行でお家騒動が起き、家康に叱責される。その後、越後高田を与えられるが、大坂の陣の際の軍律違反を問われ、勘当される。内心彼を不憫に思い、また大坂の陣で身内同士の戦にうんざりしていた秀忠は、家康に対して「政宗を怒らせて戦を起こすために忠輝を粗略に扱うのか」と詰って大喧嘩を繰り広げるも、処分が覆ることは無かった。家康の死後、蟄居中の態度を秀忠に罪に問われて改易、間もなく出家した。
五郎八姫（いろはひめ）
演：加藤理恵
伊達政宗の娘で忠輝の正室となる。
皆川広照（みながわ ひろてる）
演：大矢兼臣
忠輝付の家老。川中島時代に忠輝の行状を家康に訴えるが、改易を申しつけられる。
皆川隆庸（みながわ たかつね）
演：小谷公一郎
広照の子。川中島時代のお家騒動で改易を申しつけられる。
松平清直（まつだいら きよなお）
演：市丸優
忠輝の重臣。
山田重辰（やまだ しげたつ）
演：名取幸政
忠輝の重臣。川中島時代のお家騒動で切腹を申しつけられる。
山田因幡（やまだ いなば）
演：内田正利
重辰の子。川中島時代のお家騒動で切腹を申しつけられる。
花井主水（はない もんど）
演：野村信次
忠輝の家臣。

##### 尾張徳川家
徳川義直（とくがわ よしなお）
（五郎太丸→義利→徳川義利→徳川義直）
演：赤羽秀之（幼・少年期：柿沢俊太→神木隆之介→木崎大輔→碓氷和憲）
家康の九男。母は、お亀の方。
春姫（はるひめ）
演：中田あすみ
義直正室。浅野幸長の娘。
五郎八丸（ごろはちまる）
演：伊藤公紀
義直の長男。

##### 紀伊徳川家
徳川頼宣（とくがわ よりのぶ）
（長福丸→徳川頼将→徳川頼宣）
演：本郷弦（幼・少年期：平野裕貴→川田浩太→村上耕平）
家康の十男。母は、お万の方。
長福丸（ながとみまる）
演：山本祐太郎
頼宣の長男。

##### 水戸徳川家
徳川頼房（とくがわ よりふさ）
（鶴千代→徳川頼房）
演：大柴邦彦（幼・少年期：上坂巧→岡田祥世→福田勇介）
家康の十一男。頼宣の同母弟。実母はお万の方であるが、養母はお梶の方。少年時代の家光（竹千代）と親しく、共に侍女の行水を覗いたりしていた。竹千代に正室は不要、側室に子供を産ませれば良いと吹き込んだことから秀忠の怒りを買い、竹千代から遠ざけられる。しかし2人の交わりはその後も相変わらずであった。
水戸光圀（みと みつくに）
（千代松→水戸光圀）
演：中村梅雀（幼年期：タモト清嵐）
頼房の次男。後述のとおり、本作の狂言回しである。「彰往考来」をモットーに、正しい歴史を記すべく、歴史書の編纂に勤しむ。そのためには徳川家にとって不都合な点を挙げることも辞さず、家臣の介三郎や覚兵衛とも衝突した。
久（ひさ）
演：石川葉子
頼房側室、頼重、光圀の生母。

##### その他の家康の子供
武田信吉（たけだ のぶよし）
演：横堀悦夫
家康の五男。生まれつき病弱なため、関ヶ原の戦いの際には江戸で留守居役を申しつけられる。
仙千代（せんちよ）
演：松村凌
家康の八男。母は、お亀の方。関ヶ原の戦いの前に伏見城にて6歳で亡くなる。

##### 秀忠の子供とその家臣
徳川忠長（とくがわ ただなが）
（国千代→徳川忠長）
演：高杉瑞穂（幼・少年期：向江流架→今村優太→飯塚恭平）
秀忠の三男。お江の願いにより彼女の手元で育てられ、幼少の頃は家臣の間でも後継者と噂されたほどであるが、家康との接見の際家臣の身であると言われあしらわれてしまう。元服し駿府55万石を与えられるが、自分より劣ると見下していた兄・家光が将軍になったことを受け入れられず、家光に対し兄上呼ばわりしたことを秀忠に叱責される。家光も幼少の頃の扱いや忠長のあからさまな態度に嫌悪感を覚え、自分が死んでも忠長が後継になることがないと本人に言い放つなど兄弟骨肉の争いを演じるようになる。何とか彼を庇おうとする秀忠だったが、母親のお江の死後は自分を見失い乱行を繰り返すようになった忠長に家光は容赦せず、甲州への蟄居処分を経て秀忠の死後は改易され上野高崎に配流される。内心は彼に情けをかけたいと思っていた家光だったが、秀忠の死の翌年に絶望感を覚えた忠長は自害し、家光に衝撃を与えた。
信姫（のぶひめ）
演：戸田比呂子
上野国小幡城主・織田信良の女で、織田信長の曾孫にあたる。お江の願いにより忠長の正室となる。
朝倉宣正（あさくら のぶまさ）
演：長谷川明男
忠長の家老。忠長が甲斐に加え、駿河、遠江を加増された際には遠江掛川城主となる。
鳥居成次（とりい なりつぐ）
演：仲野文梧
鳥居元忠の三男。忠長の付家老。忠長が甲斐に加え、駿河、遠江を加増された際には遠江浜松城主となる。
保科正之（ほしな まさゆき）
（幸松→保科幸松→保科正之）
演：浜田学（幼年期：佐藤慶季、少年期：松本伸夫）
秀忠の四男。母は、お静。お江を憚って当初は秀忠に認知されておらず、信濃高遠城主・保科正光の元で養育される。後に家光の願いにより、秀忠と対面することができた。秀忠の死の少し前、家光の計らいにより大名に取り立てられる。

#### 徳川家の女性

##### 家康の回りの女性
於大（おだい）
演：山田五十鈴
家康生母。悠々自適な余生を送っていたが、伏見城にて家康に看取られながら亡くなった。
阿茶局（あちゃのつぼね）
演：三林京子
家康側室、秀忠・忠吉養母。名は須和。元は、武田家遺臣の娘で今川家家臣の妻でお亀同様、後家にして連れ子あり。夫の死後は家康を頼って浜松城に移り家康の側室に召し出された。大坂冬の陣では徳川方の和議の使者を務める。家康の死後は大奥に居住し、和姫の後見役となる。宮中では民部卿の名を賜る。家康にも堂々と軽口を叩ける度量があり、家康からは年増であることをからかわれて「枯れ木」や「枯れススキ」や「枯れ尾花」と呼ばれる。
於万の方（おまんのかた）
演：長内美那子
家康側室、秀康生母。元は、家康の正室・築山殿の侍女。家康の死後は長勝院と称し、越前北庄城に居住する。秀康が病に倒れた際は自身が過酷な仕打ちを受けながらも出産した話で檄を飛ばして看病した。
西郡局（にしごおりのつぼね）
演：岩本多代
家康側室。督姫生母。
於茶阿の方（おちゃあのかた）
演：五大路子
家康側室、忠輝生母。元は、町家の出で鍛冶屋の女房で連れ子がある。息子を思うあまり家康に何度も意見し、かえって疎んじられる。家康の死後は朝覚院と称し、江戸市内に居住する。
お亀の方（おかめのかた）
（お亀の方→相応院）
演：床嶋佳子
家康側室、仙千代、義直生母。元は、京の神官の娘で阿茶同様、後家で連れ子がある。家康に名前をお夏やお梶とよく間違えられる。家康の死後は相応院と称し、尾張名古屋城へ赴く。
英勝院（えいしょういん）
（お梶の方→英勝院）
演：森口瑤子
家康側室、市姫生母、頼房養母。太田道灌の子孫。一時は子供が出来ないことを理由に、松平正綱に下げ渡されたが、その直後に妊娠が発覚し、家康の元に戻った。家康の死後は英勝院と称し、江戸城三の丸に居住する。
お万の方（おまんのかた）
（お万の方→養珠院）
演：尾上紫
家康側室、頼宣・頼房生母。家康の死後は養珠院と称し、駿府の頼宣の元に住むことになる。
お夏の方（おなつのかた）
（お夏の方→清雲院）
演：松尾あぐり
家康側室。長崎奉行・長谷川藤広の妹。家康の死後は清雲院と称し、江戸城三の丸脇の屋敷に居住する。
お六（おろく）
（お六 → 養儼院）
演：菊池麻衣子
家康側室。元はお梶の部屋子兼侍女であったが、家康の寵愛を受ける。家康の死後は養儼院と称し、田安門内の比丘尼屋敷に居住する。
振姫（ふりひめ）
演：未來貴子
家康三女。陸奥若松城主・蒲生秀行に嫁いだが、死別した。その後、紀伊和歌山城主・浅野長晟と再婚する。しかし産後の肥立ちが悪く、病没する。第34回では名前のみ登場する。
市姫（いちひめ）
演：黒沢朋世
家康五女。母は、お梶。父・家康が宮中への入内を画策したが、幼少で病没した。そのお鉢は秀忠の五女の和子（まさこ）に回ってくることとなる。なお、史実では伊達政宗の嫡男・虎菊丸（のちの忠宗）と婚約している。

##### 秀忠の回りの女性
お江（おごう）
演：岩下志麻（少女期：森岡むつ美）
秀忠の正室。1573年（元亀4年・天正元年）の浅井家滅亡間際の激しい戦火の中、浅井長政と織田信長の妹・お市の末娘として生まれ、信長の姪にして浅井三姉妹の三女。淀殿とお初（常高院）の妹。乳のみ子の時近江小谷城、11歳の時越前北庄城で2度の落城を経験しており、12歳で尾張大野城主・佐治一成、20歳で豊臣秀勝に嫁いでおり、23歳の時秀忠と3度目の結婚で、6つ年上の姉さん女房である（光圀談）。秀忠との仲は非常に良好だが、気性が激しく嫉妬深い。ストーリー前半では、徳川家と豊臣家の関係をしきりに案じていた。政略結婚に反発心を覚え、特に3歳で加賀前田家に嫁いだ珠姫や、徳川家と豊臣家の懸け橋となるべく7歳で大坂に輿入れした千姫のことを気にかけていた。秀忠と家光が天皇の二条城行幸のため上洛している最中に54歳で亡くなった。
志乃（しの）
演：櫻井淳子
大久保忠隣が秀忠の側室に推挙した娘。伏見の浪人・富田甚兵衛の三女。秀忠の側室となり、長子・長丸を産むも長丸は夭折する。
お浜（おはま）
演：吉田かおる
大久保忠隣が秀忠の側室に推挙した娘。高槻村の庄屋・福右衛門の娘。
お杉（おすぎ）
演：重光絵美
大久保忠隣が秀忠の側室に推挙した娘。大原の刀鍛冶・依田善三の妹。
お静（おしず）
演：高橋かおり
大姥局付きの侍女。秀忠の愛人。お江が千姫の輿入れに同行して上洛している間に、大姥局と阿茶局が秀忠に引き合わせ、それ以降秀忠はひそかにお静に想いを寄せるようになった。その後大久保忠隣の勧めと大姥局の計らいによりお静との間に子供をもうける。最初は大姥局の一存で水に流したが、2人目が幸松、後の保科正之である。しかししばらく認知されず、穴山梅雪の妻で武田信吉の義母であった見性院の元で幸松とともに過ごす。後にお江に発覚し、幸松は武田家ゆかりの保科家で養育されることになり、信濃高遠に赴く。
大姥局（おおうばのつぼね）
演：草村礼子
秀忠の乳母。お福とは折り合いが悪く、何度も衝突していた。
千姫（せんひめ）
演：大河内奈々子（幼少期：大田ななみ→近内里緒→松本まりか）
秀忠とお江の長女で豊臣秀頼に嫁ぐ。秀頼の死後は播磨姫路城主・本多忠刻に嫁ぐがやはり死別し、秀忠のもとへと戻ってきた。
珠姫（たまひめ）
演：仲根紗央莉（幼少期：磯野すず）
秀忠とお江の次女。3歳で加賀金沢城主・前田利常に嫁ぐ。24歳で亡くなり、秀忠とお江を嘆かせた。
勝姫（かつひめ）
演：月見恭子（幼少期：臼井佑香）
秀忠とお江の三女。松平忠直に嫁ぐ。乱行を繰り返し参勤しない忠直に代わり、仙千代と共に江戸に赴く。本作では史実よりも誕生の時期が早く、関ヶ原の合戦の前に産まれていた。
初姫（はつひめ）
演：森下涼子（幼少期：碇由貴子）
秀忠とお江の四女。伯母・お初の養女となり、お初の夫である京極高次の子・忠高に嫁ぐ。
東福門院和子（とうふくもんいん まさこ）
（和姫→和子→中宮和子→東福門院和子）
演：酒井美紀（幼少期：新井葉月→尾崎千瑛→松田彩香→井上麻衣）
秀忠とお江の五女。後水尾天皇のもとに入内し、中宮となる。
お辰（おたつ）
演：内山裕子
長丸の乳母。
古五（こご）
演：堀江奈々
お江の侍女。竹千代に乱暴され子を孕んだと訴えるが、お福の計らいにより伊丹権六が身代わりになり磔にされた。古五も密通の罪で首を刎ねられた。身代わりの家臣を処刑され、最初の子も母親ともども始末された竹千代は衝撃を受け、それ以降女性と距離を置くようになった。
お稲（おいね）
演：望月悦子
お江の侍女。お江が49歳になったため、側室にと秀忠に差し向けた。しかし秀忠は「家光の間違いではないのか?」と返した。

##### 家光の回りの女性
孝子（たかこ）
（鷹司孝子 → 孝子）
演：中江有里
家光の正室。佐々成政の孫娘。御台所とは名ばかりで、家光からは遠ざけられる。秀忠死後、上洛する直前に家光は、公家の増長ぶりを憎むあまり孝子を遠ざけたことを率直に語り、罪もない孝子を遠ざけたことを詫びた。
春日局（かすがのつぼね）
（お福 → 春日局）
演：樹木希林
家光の乳母。斎藤利三の娘。稲葉正成の妻であり、家光の乳母となるにあたって夫とは離縁した。正勝の母。家光を厳しく養育するが、優しさも併せ持ち、家光からの信任は生涯厚かった。家光の将軍就任後は、家中で絶大な権勢を誇る。
お楽（おらく）
演：仲間由紀恵
家光側室、徳川家綱生母。当初「お蘭」という名だったが、「乱」に繋がると言って家光が改めさせた。お福が街中で見かけて家光に薦めた。
千代姫（ちよひめ）
演：桑名里瑛
家光長女。
お振（おふり）
演：木内晶子
家光側室、千代姫生母。
お万（おまん）
演：持田理沙
伊勢慶光院の院主であったが、家光に拝謁した際にその美しさを気に入られ、還俗して家光の側室となる。
お夏（おなつ）
演：石川瞳
孝子が家光に献上した側室である。

#### 譜代大名
本多正信（ほんだ まさのぶ）
演：神山繁
家康の信頼厚い謀臣。関ヶ原の戦いでは中山道の秀忠軍に従い、真田昌幸の信濃上田城攻めでは慎重論を唱え、城攻めに失敗した際には秀忠軍の諸将を厳しく処断し、大久保忠隣などの恨みを買った。江戸と駿府の二元政治では江戸の秀忠の側近として仕える。家康の死後、職を辞し間もなく亡くなった。
本多正純（ほんだ まさずみ）
演：渡辺いっけい
正信の長男。関ヶ原の戦いでは家康本陣に控えていた。江戸と駿府の二元政治では駿府の家康の最側近として仕え、あらゆる政務に当たって活躍する。家康の死後、秀忠に仕えるが、徐々に土井利勝や酒井忠世に権力を奪われ、宇都宮城釣天井事件により失脚し、出羽国由利へ流罪を申し付けられる。
本多忠勝（ほんだ ただかつ）
演：宍戸錠
石田三成挙兵後、先に東に向かった諸将たちの軍目付として井伊直政と共に、対立しがちであった福島正則と池田輝政の仲裁に努める。関ヶ原の戦いでは中央突破を図った島津軍を追尾する。
本多康紀（ほんだ やすのり）
演：岡崎宏
井伊直政（いい なおまさ）
演：勝野洋
石田三成挙兵後、先に東に向かった諸将たちの軍目付として本多忠勝と共に、対立しがちであった福島正則と池田輝政の仲裁に努める。松平忠吉の舅にあたり、関ヶ原の戦いでは忠吉に抜け駆けを勧める。戦いの終盤、中央突破を図った島津軍を追尾するが負傷。この傷が原因で2年後に病没する。
井伊直孝（いい なおたか）
演：粟野史浩
直政の次男。大坂夏の陣後は功を秀忠に賞せられる。
榊原康政（さかきばら やすまさ）
演：清水綋治
関ヶ原の戦いでは中山道の秀忠軍に従う。上田城攻めを主張した。関ヶ原で遅参した秀忠の赦免を懇願し、これに大きく貢献する。
鳥居元忠（とりい もとただ）
演：笹野高史
会津攻めの際には伏見城を守る。挙兵を看破した上で、死を覚悟しながらも伏見城守備を買って出た。少数の兵で奮戦したが城は落城し、雑賀孫市に討ち取られる。
大久保忠隣（おおくぼ ただちか）
演：石田太郎
関ヶ原の戦いでは中山道の秀忠軍にい、上田城攻めを主張した。家康に跡継ぎにふさわしいのは誰か諮問され、忠勝、康政、直政ら重臣たちの中で唯一人秀忠を推す。お江を憚る秀忠に側室を薦める。のちに謀反の疑いを着せられ失脚する。
大久保忠常（おおくぼ ただつね）
演：神保悟志
忠隣の長男。将来を嘱望されていたが、若死する。
大久保長安（おおくぼ ながやす）
演：森三平太
家康の老臣で大久保忠隣寄りの人物。岡本大八事件の取り調べにあたる。死後、不正を働いたとの廉で家宅捜索を受ける。
土井利勝（どい としかつ）
演：林隆三
秀忠の側近で家光の傅役。於大の甥であり、家康の母方の従兄弟。当初は老中に任じられるが、後に酒井忠勝と共に大老に任じられる。
板倉勝重（いたくら かつしげ）
演：鈴木瑞穂
奥平信昌に代わり、京都所司代に就任する。宮中重大事件や和子入内の際に活躍した。
板倉重宗（いたくら しげむね）
演：西田聖志郎
勝重の長男。高齢の父に代わり、京都所司代を継承する。
板倉重昌（いたくら しげまさ）
演：寺杣昌紀
勝重の三男。家康の側近として大坂の陣に従軍。家康の死後も、秀忠・家光の重臣として活躍。後に島原の乱で戦死するが、本編では最終回のナレーションでわずかに語られるのみであった。
井上正就（いのうえ まさなり）
演：天宮良
秀忠の側近。江戸城内にて豊島信満が刃傷に及び、殺害される。
安藤重信（あんどう しげのぶ）
演：藤田宗久
福島正則が改易された時、広島城に向かい、永井直勝と共に事後処理を行った。
奥平信昌（おくだいら のぶまさ）
演：岸本功
家康の娘婿。
蒲生秀行（がもう ひでゆき）
演：清水邦彦
家康の娘・振姫を妻とする。会津攻めに参陣。
保科正光（ほしな まさみつ）
演：長沢大
正之の養父。
稲葉正勝（いなば まさかつ）
（稲葉千熊→稲葉正勝）
演：緒形幹太（幼少期：小林宏至→今津壮太）
お福の長男。竹千代の小姓として務め、後に老中に任ぜられるも激務による過労で死去する。
青山忠成（あおやま ただなり）
演：斉藤真
関ヶ原の戦いでは中山道の秀忠軍に従う。真田昌幸の上田城攻めでは本多正信と共に慎重論を唱える。
青山忠俊（あおやま ただとし）
演：石倉三郎
忠成の次男。家光の傅役。硬骨漢であり、奇行の目立つ家光に諫言を繰り返したため、家光が将軍になった直後に罷免される。本人は対立することもあったお福の差し金と睨んだらしく、罷免された際「あの女狐め、ただではおかぬ」と呟いた。
酒井忠世（さかい ただよ）
演：岩崎ひろし
家光の傅役。史実より長命で、家綱が誕生した時は土井利勝と共に世継ぎが生まれたことを喜んでいた。
酒井忠利（さかい ただとし）
演：永幡洋
忠世の叔父。関ヶ原の戦いでは中山道の秀忠軍に従う。
酒井忠勝（さかい ただかつ）
演：丹波義隆
忠利の長男。当初は老中に任じられるが、後に土井利勝と共に大老に任ぜられる。
松平康元（まつだいら やすもと）
演：堀部隆一
家康の異父弟。母は於大。関ヶ原の戦いの際には江戸留守居を命じられた武田信吉の後見となる。
松平重忠（まつだいら しげただ）
演：下塚誠
松平勝隆（まつだいら かつたか）
演：児玉泰次
重忠の弟。
松平忠明（まつだいら ただあき）
演：田中智也
奥平信昌の四男。大坂落城後、10万石を与えられ大坂城代になる。
松平信綱（まつだいら のぶつな）
（松平長四郎→松平信綱）
演：飛田航介（幼少期：宮本大輝→山本一輝）
家光の側近。
堀田正盛（ほった まさもり）
演：明日良
家光の側近。お福の親戚にあたる。
阿部正次（あべ まさつぐ）
演：田村勝彦
阿部忠秋（あべ ただあき）
演：長棟嘉道
正次の甥。家光の側近。
内藤清成（ないとう きよなり）
演：長克巳
関ヶ原の戦いでは中山道の秀忠軍に従う。
内藤清次（ないとう きよつぐ）
演：嶋崎伸夫
清成の長男。
牧野信成（まきの のぶしげ）
演：佐藤二郎
牧野康成（まきの やすしげ）
演：加世幸市
関ヶ原の戦いでは中山道の秀忠軍に従う。上田城攻めでは本多正信より蟄居閉門を命じられる。

#### 徳川家家臣
村越直吉（むらこし なおよし）
演：阿南健治
徳川家の家臣。関ヶ原の戦いの前、先に清洲城に着き、家康の到着を苛立つ思いで待っていた諸将の元へ使いとして赴く。「まずは一戦して然るべし」という家康の言葉を伝える。
柴田左近（しばた さこん）
演：村田則男
徳川家の家臣。石田三成の嫡子・重家を会津攻めの際に佐和山城へ送り届ける。
杉浦久勝（すぎうら ひさかつ）
演：卜部たかお
大久保忠隣の配下。上田城攻め失敗の責任を取り、主に代わり立ち腹を切る。
船越景直（ふなこし かげなお）
演：伊藤敏八
徳川家の家臣。
野々村四郎右衛門（ののむら しろうえもん）
演：小林和之
徳川家の家臣。関ヶ原の戦いの際には南宮山の毛利勢を抑えるために布陣していた山内勢を関ヶ原へ向かうよう命じられ駆け出すが、家康の眼前に馬を乗り入れ、苛立った家康に斬りつけられそうになる。
岡本大八（おかもと だいはち）
演：田中慶太
本多正純の家臣。ポルトガル船を沈めた有馬晴信に、恩賞を斡旋すべく賄賂を貰ったが、着服し家康の朱印状を偽造した。また、晴信が長崎奉行・長谷川藤広を暗殺しようと図ったと訴え出る。
大久保忠益（おおくぼ ただます）
演：土師孝也
徳川家の家臣。大久保忠隣の親戚。中山道を進む秀忠の元へ家康の指示を伝えに向かったが、雨のため遅れ秀忠遅参の一因となった。
水野光綱（みずの みつつな）
（水野清吉郎 → 水野光綱）
演：山田直輝（少年期：目黒宏明）
永井直貞（ながい なおさだ）
（永井熊之助 → 永井直貞）
演：西岡竜一朗（少年期：飯田和希）
徳川家の家臣。家光付の小姓。
岡部永綱（おかべ ながつな）
（岡部七之助→岡部永綱）
演：納谷慶人
伊丹康勝（いたみ やすかつ）
演：水沢心吾
最上家取りつぶしの際に山形城に滞在していた本多正純を幕府の糾問使として赴く。
長野友秀（ながの ともひで）
演：加賀谷純一
近江代官。忠輝の小姓が将軍の家来・長坂信時を斬り殺した事件を家康に報告する。
小野貞則（おの さだのり）
演：青木勇二
近江代官。忠輝の小姓が将軍の家来・長坂信時を斬り殺した事件を家康に報告する。
伊丹権六（いたみ ごんろく）
演：矢原将宗
竹千代（家光）の小姓。竹千代が古五に子を孕ませた時、権六が身代わりになり自らがやったことにする。権六は磔にされ、竹千代を守った。
豊島信満（としま のぶみつ）
演：世古陽丸
幕府目付。江戸城内にて刃傷に及び、井上正就を殺害し、切腹を申しつけられる。
豊島主膳（としま しゅぜん）
演：高柳勇太
信満の長男。父と共に切腹を申しつけられる。

### 豊臣家

#### 豊臣一門
豊臣秀頼（とよとみ ひでより）
演：尾上菊之助（幼少期：大高力也→小林良也）
豊臣秀吉の嫡男。母の淀殿に比べると穏健で、豊臣家が65万石の大名として存続しても十分と言っており、母を冷静にたしなめることも何度かあった。しかし大坂夏の陣で徳川方に丸腰で城を出るよう要求された際は、豊臣家の誇りのために拒絶し、自害して果てた。
淀殿（よどどの）
演：小川真由美（少女期：黒川芽以）
豊臣秀吉の側室で、秀頼の母。名は茶々。浅井三姉妹の長女で、常高院とお江の姉でもある。妹想いだが、気位が高く気性の激しい性格。秀吉没後から家康の専横に反発していたが、関ヶ原の合戦では片桐且元の進言もあり、中立の立場を保っていた。徳川家が幕府を開いた後も、「豊臣家は一介の大名ではない」として臣従を拒み続ける。大坂夏の陣では、秀頼が城から逃がそうとするが、城を出たところで生きがいはないと言い、秀頼と共に焼け落ちる大坂城で自害した。生涯、小谷城、北庄城、大坂城と三度落城の憂き目を見た。
高台院（こうだいいん）
（北政所 → 高台院）
演：草笛光子
豊臣秀吉の正室。名はおね。また「まんかかさま」と呼ばれることが多い。家康に大坂城西の丸を明け渡すなど便宜を図る。出家し高台院となる。徳川の天下になってからも家康との親交は続いていたが、木下家の家督相続で家康の怒りを買い、兄・木下家定の遺領を没収される。家康と秀頼との対面では秀頼の後見を務める。大坂冬の陣開戦の前、淀殿に翻意を促し、戦を止めるべく大坂へ向かおうとしたが、既に街道は伏見城代の軍勢により監視され通行止めとなっており、かなわなかった。淀殿が権勢をふるっているのを快く思っていなかったが、豊臣家に対する思い入れは強く、家康の葬儀の直前に豊臣家の霊を慰める法要を行ったことを天海に詰問された際は、「太閤殿下にはお墓すらござりませぬ」と、一歩も引かぬ構えを見せた。
お通（おつう）
演：品川景子
秀頼側室、国松丸生母。
国松丸（くにまつまる）
演：高崎慶佑
秀頼とお通の子。大坂夏の陣の後、千姫と常高院に助命嘆願されるが、家康により六条河原で処刑される。
結姫（ゆいひめ）
演：福田麻由子
秀頼の娘。母は「梢」という侍女。夏の陣の後、千姫の養女として東慶寺で出家させられ天秀尼となる。

#### 豊臣家家臣
大野治長（おおの はるなが）
演：保坂尚輝
淀殿の側近で大蔵卿局の子。淀殿とはただならぬ仲であったと描かれている。大坂城内での家康暗殺計画に荷担したとされ、一時常陸太田城主・佐竹義宣に預けられる。徳川の世になってからは強硬派として大坂の陣を主導。しかし、徐々に真田幸村ら浪人勢に主導権を奪われていく。
大野治房（おおの はるふさ）
演：高橋和也
治長の弟。史実と異なり、大坂城落城の際に治長や大蔵卿局と共に自害する。
大蔵卿局（おおくらきょうのつぼね）
演：馬渕晴子
治長、治房兄弟の母。淀殿の乳母で筆頭側近。方広寺鐘銘事件で弁明に駿府、江戸へ赴く。家康の対応は好意的であったが、片桐且元が「三箇条の条件」を突きつけられたとの報告を受けていたため、且元に疑念を抱き淀殿に報告する。
木村重成（きむら しげなり）
演：畠中洋
大坂冬の陣では和議の誓詞を受け取りに秀忠の陣を訪れた。夏の陣の八尾の戦いで戦死。首実検の際に香を炊き込めていたことを家康が褒めていた。
薄田隼人正（すすきだ はやとのかみ）
演：湯浅実
豊臣家重臣。夏の陣の道明寺の戦いで戦死。
渡辺糺（わたなべ ただす）
演：梨本謙次郎
豊臣家重臣。真田幸村ら浪人と対立する。
真田幸村（さなだ ゆきむら）
演：西郷輝彦
元は信州上田城で徳川軍を二度破った真田家の出身。大坂の陣では九度山から大坂城へ入城する。真田丸の攻防等で活躍する。冬の陣終了後も徳川方との和睦を無視し、浪人勢と共に再度決戦を挑む姿勢を見せる。夏の陣では3,500の手勢を率いて家康の本陣目掛け突撃。家康を切腹覚悟まで追い詰めるが、松平忠直の鉄砲頭・西尾久作によって討ち取られる。
後藤又兵衛（ごとう またべえ）
演：重松収
当初は黒田長政の家臣。関ヶ原の戦いでは石田家の家臣・大橋掃部と一騎討ちして討ち取る。その後、浪人となり大坂の陣では大坂城へ入城。夏の陣の道明寺の戦いで伊達政宗隊と交戦し戦死。
毛利勝永（もうり かつなが）
演：福中勢至郎
明石掃部（あかし かもん）
演：松橋登
元は宇喜多秀家の重臣。戦後は浪人となったが、大坂の陣の際に大坂城へ入城する。大坂の陣終結後の消息は不明。
塙団右衛門（ばん だんえもん）
演：須藤正裕
樫井の戦いで戦死する。
増田盛次（ました もりつぐ）
演：千葉茂
増田長盛の息子。大坂城へ入城する。
青木一重（あおき かずしげ）
演：前田昌明
大坂冬の陣後、使者として駿府に赴く。
堀内氏久（ほりうち うじひさ）
演：小島晃
大坂落城の際、千姫を連れ出すよう秀頼に命じられる。
孝蔵主（こうぞうす）
演：樋田慶子
おちょぼ
演：松永香織
千姫の侍女。
白井龍珀（しらい りゅうはく）
演：赤星昇一郎
軍配師。淀殿の命で秀頼上洛の吉凶を占う。結果は大凶だったが片桐且元により、吉であったと報告するよう迫られる。
正栄尼（しょうえいに）
演：野間洋子
渡辺糺の母。方広寺鐘銘事件で弁明に駿府、江戸へ赴く。家康の対応は好意的であった。

### 五大老・五奉行とその一門・家臣

#### 石田家
石田三成（いしだ みつなり）
演：江守徹
五奉行の一人。豊臣家の安泰を何よりも第一と考え、家康の台頭を警戒する正義漢として描かれる一方、一部からは「度量が狭い」「人望がない」と指摘され、自身もそのことは自覚している。しかし大谷吉継は三成の事を、「顔は恐ろしいが、心優しい男」と評価する。家康打倒を目指して関ヶ原の合戦に臨むも、味方の日和見や寝返りにより敗北を喫し、逃亡を図るも捕えられ、六条河原にて斬首された。
なおノベライズ版では東軍の水攻めを懸念し、確たる勝算を味方に語って自主的に関ヶ原へと移動しているが、本編ではほぼ定説通り、家康のまいた「東軍が佐和山城を襲撃しようとしている」という流言に誘導されて関ヶ原に移動している。
石田正澄（いしだ まさずみ）
演：津嘉山正種
三成の兄。関ヶ原の戦いの後、佐和山城の戦いで戦死。
石田正継（いしだ まさつぐ）
演：内藤武敏
三成の父。関ヶ原の戦いの後、佐和山城落城の際、おりんの介錯で自刃する。
おりん
演：高橋惠子
三成の正室。関ヶ原の戦いの後、佐和山城落城で家臣に首をはねることを命じ亡くなる。
石田重家（いしだ しげいえ）
演：崎本大海
三成の長男。三成が佐和山に蟄居後は大坂城に人質として留め置かれるが、三成の希望により彼のもとへ返される。関ヶ原の戦いの後、妙心寺に入り仏門の道を歩む。
石田重成（いしだ しげなり）
演：石塚大樹
三成の次男。
石田佐吉（いしだ さきち）
演：吉武怜朗
三成の三男。
島左近（しま さこん）
演：夏八木勲
石田三成の重臣。家康が赤坂の岡山に着陣した時には西軍の士気を鼓舞すべく杭瀬川で東軍を挑発し勝利を得る。関ヶ原の戦いでは奮戦するも銃弾に倒れる。
蒲生郷舎（がもう さといえ）
演：竜雷太
三成の重臣。関ヶ原の戦いでは西軍の敗色が濃厚になると織田有楽に降伏を勧められるが「その儀に及ばず」と答え有楽を馬からたたき落とす。有楽の家臣に討ち取られる。
八十島助左衛門（やそじま すけざえもん）
演：崎山祐一
石田家の家臣。 関ヶ原の戦いで島津義弘に、石田軍の救援を要請しに行くが、馬上からの物言いに腹を立てた島津豊久に斬りかかられそうになる。
大橋掃部（おおはし かもん）
演：坂田晃一
石田家の家臣。関ヶ原の戦いでは黒田家の後藤又兵衛と一騎討ちして討ち取られる。
土田桃雲（つちだ とううん）
演：西村譲
石田家の家臣。関ヶ原敗戦後の佐和山城攻防戦で落城目前となり、おりんに首を刎ねるよう命じられる。
舞兵庫（まいひょうご）
演：池上尚吾
石田家の家臣。

#### 前田家
前田利家（まえだ としいえ）
演：北村和夫
五大老として家康に次ぐ力を持っていた。家康の力を警戒する三成に、お互い歩み寄ることで家康の力で豊臣家を安泰にすることの重要性を説く。
前田利長（まえだ としなが）
演：長谷川初範
利家の長男。病気を押して伏見の徳川屋敷を訪れた利家に随行する。利家没後、五大老に就任するも家康暗殺計画を企てたとして一時家康に加賀討伐をうけそうになるが、母の芳春院を江戸に人質に出し、秀忠の次女・珠姫を養子の利常（当時は犬千代）と婚約させることで事なきを得る。戦後、家康に島津忠恒と共に妹婿の宇喜多秀家の助命嘆願を行う。
前田利常（まえだ としつね）
演：荒井靖雄
利家の四男。秀忠の娘婿。幼名は犬千代。世継ぎが居なかった異母兄・利長の養子となり、前田家を相続する。大坂冬の陣では真田丸の攻防で真田幸村に翻弄され、家康の叱責を受ける。
芳春院（ほうしゅんいん）
演：汀夏子
利家の正室で利長と千世の母。出家前の名はおまつ。加賀征伐を受けそうになった利長のために江戸に人質に赴く。

#### 毛利家
毛利輝元（もうり てるもと）
演：宇津井健
五大老の一人。毛利元就の孫。三成挙兵時には西軍の総大将になる。関ヶ原の戦いの敗戦後は所領安堵を条件に大坂城西の丸を家康に明け渡すが、西軍荷担の証拠の書状などが押収され改易を申し渡される。しかし、吉川広家の嘆願により周防長門36万石に減封された。
毛利秀元（もうり ひでもと）
演：小林健
輝元の従弟であり、養子。西軍の先遣隊として伊勢路を攻める。
小早川秀包（こばやかわ ひでかね）
演：仲恭司
輝元の叔父。筑後久留米城主。関ヶ原の戦いでは大津城を攻める。
吉川広家（きっかわ ひろいえ）
演：なべおさみ
輝元・秀元の従弟。元就の孫で、吉川元春の三男。三成挙兵時には毛利家が西軍に味方することに反対する。西軍の先遣隊として毛利秀元と行動を共にしていたが実は家康に内通し、本戦では南宮山の陣から毛利軍を動かさなかった。戦後、福島正則等に輝元の西軍荷担の証拠などを突きつけられ、弁明する。家康は関ヶ原の戦い後、広家に周防長門36万石を与える予定であったが、広家の嘆願により輝元に与えられた。
毛利元康（もうり もとやす）
演：坂部文昭
備後神辺城主。関ヶ原の戦いでは大津城を攻める。

#### 宇喜多家
宇喜多秀家（うきた ひでいえ）
演：香川照之
五大老の一人。備前岡山城主。三成挙兵時から西軍の主力として活躍し伏見城を攻め、関ヶ原でも主力として戦う。戦後、家康のもとには「自害した」という届け出が出されたが、実際は薩摩に逃れ島津家に匿われていた。後に島津忠恒と共に伏見城の家康のもとに出頭する。家康からは死罪を申し渡されるが、妻・豪の兄である前田利長の嘆願によって罪一等を減じられ、八丈島に流罪となった。
坂崎直盛（さかざき なおもり）
演：新井康弘
秀家の従兄弟。家康の遺命を受けた本多正純の依頼により、千姫を公家に嫁がせるべく努力するも秀忠が譜代大名の本多忠政の嫡子、忠刻に嫁がせることを決めたことに抗議、幕府に反抗するが家臣に殺される。

#### 上杉家
上杉景勝（うえすぎ かげかつ）
演：上條恒彦
五大老の一人。上杉謙信の甥で養子。会津120万石の大々名で、家康からの上坂命令を拒否し、会津征伐を受ける。関ヶ原の戦い後は出羽米沢30万石に減封される。
藤田信吉（ふじた のぶよし）
演：和田周
上杉家の名代として大坂で家康に謁見する。その際に家康から景勝の上洛を求められる。その後、上杉家を見限り江戸の秀忠に駆け込み訴えをする。

#### 浅野家
浅野長政（あさの ながまさ）
演：三上真一郎
五奉行の一人。大坂城内での家康暗殺計画に荷担したとされ、甲斐に蟄居を命じられる。しかし、彼は家康の依頼による囮だった。
浅野幸長（あさの よしなが）
演：渡辺裕之
長政の子。三成とは不仲で、前田利家の死後、加藤清正等と共に三成を襲撃する。関ヶ原の戦いでは東軍に味方する。秀頼上洛に随行する。
浅野長晟（あさの ながあきら）
演：瀬戸口郁
幸長の弟。幸長没後は浅野家の家督を相続し、大坂夏の陣では樫井で大坂方と戦う。戦後、秀忠に功を賞せられる。

#### その他の五奉行
増田長盛（ました ながもり）
演：佐藤慶
五奉行の一人。関ヶ原の戦い後は改易される。
長束正家（なつか まさいえ）
演：黒沢年雄
五奉行の一人。西軍の先遣隊として伊勢路を攻める。関ヶ原の戦い後は自害する。
前田玄以（まえだ げんい）
演：神山寛
五奉行の一人。

### 大名とその家臣

#### 福島家
福島正則（ふくしま まさのり）
演：蟹江敬三
短気かつ粗野な性格。三成とは不仲であり、前田利家の死後、加藤清正等と共に三成を襲撃する。関ヶ原の戦いでは先鋒を務めるも、松平忠吉・井伊直政に先陣を切られ激怒する。戦いの後、縛められた三成を罵倒する。徳川政権下では自らの居城を打ち壊させられるなど、不遇を託つ。酒を飲み名古屋城などの課役に不満を漏らすが、清正に諫められる。家康の死後、広島城の無許可修復を咎められ、改易される。
実際には正則は本多正純に届け出をしていたのだが、正純は既にかつての権力を失い、幕府の実権は土井利勝に移っていた。そんな正則を「時世の流れを読めなかった」と光圀は評した。
可児才蔵（かに さいぞう）
演：竹本和正
福島家の家臣。抜け駆けをしようとする井伊直政を押しとどめようとするが、松平忠吉の初陣のため、物見をするとの口上に道を空ける。
津田繁元（つだ しげもと）
演：手塚秀彰
福島家の家臣。

#### 黒田家
黒田長政（くろだ ながまさ）
演：山下真司
黒田如水の息子。利家の死後、石田三成を襲撃する。関ヶ原の戦いでは事前に吉川広家・小早川秀秋に寝返りを交渉し、本戦でも石田三成の軍勢と激闘を繰り広げる。戦いの後、縛められた三成を慰め小袖を着せる。
大久保猪之助（おおくぼ いのすけ）
演：外山誠二
黒田家の家臣。内応を約束した小早川秀秋の陣に軍監として赴く。なかなか東軍に内応しない秀秋に業を煮やし、重臣の平岡頼勝につかみかかる。

#### 細川家
細川忠興（ほそかわ ただおき）
演：佐々木功
前田家とは親戚で、家康とも昵懇なため、利家と家康が険悪になった時仲を取り持とうとする。利家の死後、石田三成を襲撃する。家康から小山でガラシアの死を聞かされる。
細川ガラシア（ほそかわ -）
演：鈴木京香
細川忠興の正室。謀反人・明智光秀の娘。熱心なキリシタン。名は、お玉。三成挙兵の際、人質となることを求められるが、大坂の細川邸に火をかけ自ら死を選ぶ。
細川忠隆（ほそかわ ただたか）
演：大沢健
忠興の嫡男。小山で家康から母・ガラシアの死を聞き悔し涙を流す。
細川興秋（ほそかわ おきあき）
演：足立龍弥→三田恭平
忠興の次男。小山で家康から母・ガラシアの死を聞き悔し涙を流す。大坂夏の陣では豊臣方につき、戦後忠興に切腹を命じられる。
細川忠利（ほそかわ ただとし）
演：小栗旬
忠興の三男。母はガラシア。関ヶ原の戦いの前に江戸で徳川家の人質となる。
小笠原少斎（おがさわら しょうさい）
演：村松克巳
細川家家臣。ガラシアに命じられ、その首を三成に届けるよう命じられて、介錯した。
河北石見（かわきた いわみ）
演：新井量大
細川家家臣。ガラシアに命じられ、大坂の細川邸を焼くよう命じられる。
千世（ちよ）
演：竹本聡子
前田利長の妹で細川忠隆の正室。母は、芳春院。関ヶ原の戦いの後、忠興に義母・ガラシアを置き去りにしたことを責められ、離縁を申し渡される。

#### 田中家
田中吉政（たなか よしまさ）
演：斎藤志郎
東軍の武将。斬首の前に、「喉が渇いた」という三成に柿を勧める。
田中長吉（たなか ながよし）
演：佐和たかし
田中家の家臣。洞窟に隠れていた三成を発見する。

#### 伊達家
伊達政宗（だて まさむね）
演：すまけい
伊達家当主。通称：独眼竜。長女の五郎八姫を松平忠輝に嫁がせてその舅となる。当初は領土拡大の野心を見せたために家康に警戒されたが、家康死後は献身的に幕府に仕え秀忠・家光親子の信頼を勝ち取る。
伊達秀宗（だて ひでむね）
演：井健太
政宗の長男で庶子。三成挙兵時には三成の手により人質となる。
伊達忠宗（だて ただむね）
演：池田幹
政宗の次男で嫡男。家康の外孫・振姫と結婚する。

#### 京極家
京極高次（きょうごく たかつぐ）
演：小野寺昭
大津城主。会津へ下向する家康を大津でもてなす。三成が挙兵した際は佐和山や伏見に大津が近いことから真っ先に攻められることを懸念した家康から当初は三成と昵懇なことを利用して三成に味方するよう告げられる。その後、大津城で西軍に反旗を翻し籠城する。
常高院（じょうこういん）
（お初 → 常高院）
演：波乃久里子（少女期：向井優花）
京極高次の正室。淀殿の妹、お江の姉。会津へ下向する家康を大津でもてなす。大津城籠城戦では夫と行動を共にする。夫の死後、剃髪し常高院となり、淀殿の傍で豊臣家と徳川家の間の橋渡しを行うよう努める。大坂冬の陣でも講和交渉を勤め、夏の陣の際には千姫を大坂城から連れ出し、秀頼と淀殿の助命嘆願を行うも、結果として彼らを助けることはかなわなかった。その後は江戸に移り、秀忠やお江と何度か顔を合わせる。明正天皇の即位に反発し朝廷との対立を深める秀忠に、和子の立場を考えるよう諫言したこともあった。生涯、小谷城、北庄城、大津城、大坂城と4度落城の憂き目を見た。
松の丸（まつ の まる）
演：河原崎有稀
京極高次の姉。名は竜子。豊臣秀吉の側室であるが秀吉の死後、京極家へ戻っている。会津へ下向する家康を大津でもてなす。大津城籠城戦では高次と行動を共にする。
京極忠高（きょうごく ただたか）
（京極熊若 → 京極忠高）
演：辻輝猛（少年期：碓氷諒爲）
高次の子。三成挙兵時には三成の手により人質となる。
京極高知（きょうごく たかとも）
演：大橋吾郎
高次と松の丸の弟。会津へ下向する家康を兄高次の居城、大津城でもてなす。会津、関ヶ原と家康に従軍する。

#### 東軍諸将
藤堂高虎（とうどう たかとら）
演：田村亮
三成とは不仲で関ヶ原では東軍の主力として働く。幕府誕生後も、外様大名の中では家康からの信頼が厚く、西国大名からの防波堤として安濃津城を与えられる。秀吉恩顧の武将だが幕府に臣従を拒む豊臣家には批判的で、大阪の陣に際しては江戸に留め置かれた福島正則とは対照的に、幕府軍の主力部隊として参戦した。家康の死後、秀忠からの信望も厚く宮中へ和姫入内の工作に奔走する。
山内一豊（やまのうち かずとよ）
演：斉藤暁
小山軍議では、掛川城を家康に差し出すことを申し出る。
加藤嘉明（かとう よしあき）
演：早坂直家
利家の死後、石田三成を襲撃する。秀忠の時代に家光の具足始めの儀を行った。
真田信幸（さなだ のぶゆき）
演：堀越大史
本多忠勝の娘婿。小山軍議には加わらなかったが、父・昌幸、弟・幸村と訣別し東軍に味方する。
池田輝政（いけだ てるまさ）
演：磯部勉
家康の娘婿で、三河吉田城主。岐阜城攻めの際には先陣を巡って福島正則と対立する。
加藤清正（かとう きよまさ）
演：苅谷俊介
三成とは不仲で、朝鮮から引き揚げてきた際博多に迎えに来た三成が「伏見で慰労のため茶会を開きます」と言ったのに対し、「朝鮮では酒も茶もなかった。われらは粥でもてなす」と敵意をあらわにする。利家の死後、石田三成を襲撃する。徳川政権下で秀頼上洛に随行する。
織田有楽（おだ うらく）
演：平松慎吾
信長の末弟で信雄、淀殿、お初、お江の叔父。関ヶ原の戦いでは、顔見知りだった（「横山喜内」と呼んでいた）三成の家臣・蒲生郷舎に降伏を勧めるも、はねつけられて大腿部に傷を負わされる。大坂冬の陣では、大坂方として和平交渉に当たる。
結城晴朝（ゆうき はるとも）
演：大木正司
結城秀康の養父。会津攻めに参陣。
堀直寄（ほり なおより）
演：五十嵐明
越後の大名・堀秀治の重臣。上杉家に謀反の疑いがあると、大坂の家康に告げる。

#### 島津家
島津義弘（しまづ よしひろ）
演：麿赤兒
三成挙兵時には家康の要請を受け、伏見城の留守居鳥居元忠に助太刀を申し出るも、その話を聞いておらず、島津勢を信用できない元忠に断られる。そのことを遺恨に思い関ヶ原の戦いでは西軍に味方する。しかし、その後は三成に反感を持ち本戦では陣を動かさず、三成の催促にも動かなかった。西軍が敗退するのを見届けると、東軍の中央を突破することを決意する。
島津忠恒（しまづ ただつね）
演：中村俊介
義弘の三男。関ヶ原の戦いには出兵せず、戦後家康との謝罪外交を展開し後に薩摩に逃げ込んでいた宇喜多秀家を伴い家康の元に赴き、本領安堵を勝ち取る。
島津豊久（しまづ とよひさ）
演：山口祐一郎
三成挙兵時には伯父・義弘と行動を共にし、伏見城の留守居・鳥居元忠に助太刀を申し出るも、断られる。関ヶ原の戦いで、参戦を求めた三成の家臣・八十島が馬上から督促したことに腹を立て、追い返す。三成直々の督戦にも「この戦いは持ち場でそれぞれが戦うのみ」とにべもなく突き放す。西軍の敗戦後、東軍を中央突破し、義弘の身代わりとして戦死する。
新納旅庵（にいろ りょあん）
演：南雲勇助
島津家の家臣。伏見城の鳥居元忠の元に加勢するとの島津家の意を伝えに行くが、追い返された。
阿多盛淳（あた もりあつ）
演：重水直人
島津家の家臣。関ヶ原の戦いで島津義弘の身代わりとして戦死した。

#### 小早川家
小早川秀秋（こばやかわ ひであき）
演：鈴木一真
高台院の甥。関ヶ原では松尾山に布陣し、日和見を決め込んで軍を動かさなかったが家康の脅しに屈し、東軍に寝返る。戦後に岡山城を与えられるが、東西両軍の将から白眼視され続ける。やがて大谷吉継の亡霊に呪われ精神錯乱を起こし、急死してしまう。
平岡頼勝（ひらおか よりかつ）
演：たかお鷹
小早川秀秋の重臣。
松野主馬（まつの しゅめ）
演：草見潤平
小早川秀秋の重臣。
稲葉正成（いなば まさなり）
演：石川武
小早川秀秋の重臣。お福の元夫。正勝の父。

#### 大谷家
大谷吉継（おおたに よしつぐ）
演：細川俊之
越前敦賀城主。家康の会津攻めの際には三成の嫡子重家を伴い参陣する予定だったが、佐和山城を訪れた折に三成から挙兵を打ち明けられる。当初はその無謀さを諫め味方することを拒んでいたが、三成と運命を共にすることを決意し、西軍に味方する。小早川秀秋を味方につけるべく折衝を重ねていたが、関ヶ原の合戦でその秀秋が寝返ったことに対し、怒りをあらわにし敢然と立ち向かう。しかし奮戦空しく敗走し、湯浅五助に自分の首を埋めるよう言い残し、秀秋に「三年の内に祟りをなしてくれん」と言い残し自害した。
大谷吉勝（おおたに よしかつ）
演：若林久弥
吉継の嫡男。
木下頼継（きのした よりつぐ）
演：大地泰仁
吉継の次男。
湯浅五助（ゆあさ ごすけ）
演：植村喜八郎
大谷家の家臣。吉継の介錯をする。
三浦喜太夫（みうら きだゆう）
演：浅野雅博
大谷家の家臣。

#### 伊藤家
伊藤盛正（いとう もりまさ）
演：鵜澤秀行
美濃大垣城主。大垣城を西軍の拠点として三成に提供した。
伊藤頼母（いとう たのも）
演：村上幹夫
伊藤盛正の家臣。

#### 安国寺家
安国寺恵瓊（あんこくじ えけい）
演：財津一郎
毛利家の外交僧。三成と懇意で毛利輝元を西軍の総大将に据えるよう進言する。敗戦後、三成、小西行長と共に六条河原で斬首される。
椎野道季（しいの みちすえ）
演：西田聖志郎
安国寺恵瓊の家臣。吉川広家に参陣を促したが、「これから行厨（弁当）を行うので一刻ほどかかる」と言われてしまう。そこで「出馬するつもりがないのなら道を開けて戦わせてほしい」と言うが、抜け駆けに及べば味方と言えども討ち果たすと、恫喝される。

#### 西軍諸将
立花宗茂（たちばな むねしげ）
演：大和田伸也
筑後柳川城主。関ヶ原の戦いでは大津城を攻める。西軍敗戦後、毛利輝元に家康と一戦するよう主張する。しかし、輝元らの煮え切らない態度に憤激し、柳川に戻る。その後一旦は改易されるが、幕府誕生と同時に陸奥棚倉城を与えられ、秀忠の時代に旧領柳川に復帰する。
小西行長（こにし ゆきなが）
演：菅生隆之
肥後宇土城主。朝鮮出兵から引き上げた武将の中で唯一三成を擁護し、清正や正則と対立する。西軍の主力として活躍するが、敗戦後伊吹山で捕らえられ、六条河原で斬首される。
長宗我部盛親（ちょうそかべ もりちか）
演：冨家規政
関ヶ原の戦いでは西軍についたため、土佐一国を没収され浪人となる。その後、大坂城に入城し、豊臣方として戦う。戦後山城八幡で逮捕。六条河原で斬首される。
脇坂安治（わきさか やすはる）/ 朽木元綱（くつき もとつな）/ 赤座直保（あかざ なおやす）/ 小川祐忠（おがわ すけただ）
演：坂口進也（脇坂）/ 阿部六郎（朽木）/ 本田清澄（赤座）/ 伊藤紘（小川）
小早川秀秋の寝返り後、西軍から東軍へ寝返った。
平塚為広（ひらつか ためひろ）
演：佐々木正明
関ヶ原の戦いで西軍についていた。小早川秀秋に続いて裏切った小川祐忠を探している最中に戦死した。

#### その他の大名
片桐且元（かたぎり かつもと）
演：小林稔侍
秀頼の傅役。豊臣家中では慎重派で、関ヶ原の戦いに際しては「豊臣家の家臣同士の争い」であるとして、東西どちらにも与しない様に淀殿を説得する。その後も豊臣家を必死に守ろうとするが、鐘銘事件で大蔵卿局の報告により疑念を抱かれ、大野兄弟により大坂城より退去を余儀なくされる。大坂の陣にて家康の傘下に入った際も、秀頼の助命を嘆願し続けるが、結局秀頼を救うことはできなかった。その後、職を全うできなかったことを自責し切腹する。家康は立場上度々対立したものの、幕府と淀殿の板挟みになっている且元を哀れに思っており、且元の死を殉死と見抜きながらも不問とした。
片桐元包（かたぎり ひでかね）
演：尾上松也
且元の嫡男。且元が切腹した後、幕府には病死と届ける。
織田信雄（おだ のぶかつ）
演：清水幹生
信長の次男。有楽の甥で淀殿、お初、お江の従兄弟でもある。大坂の陣勃発前は淀殿の側近として大坂城にいたが、且元退去と同時期に退去する。
有馬晴信（ありま はるのぶ）
演：葛西和雄
本多正純の家臣岡本大八に賄賂を送るが着服される。そして大八は大久保長安に長崎奉行長谷川藤広を暗殺しようとしたと訴えられ、甲斐国都留郡に流罪になり後切腹させられる。
鍋島勝茂（なべしま かつしげ）
演：青羽剛
肥前の大名
宗義成（そう よしたつ）
演：宮本武弥
朝鮮国王からの使者を秀忠に引き合わせる。国書に記す将軍の称号を「日本国王」と偽造する。
古田織部（ふるた おりべ）
演：依田英助
茶人。大坂の陣後、国松丸を匿ったため切腹を命じられる。
有馬豊氏（ありま とようじ）
演：若尾義昭
丹波福知山城主から久留米城主となる。

### その他の武将
雑賀孫市（さいか まごいち）
演：鳥木元博
西軍の伏見城攻めで鳥居元忠を討ち取る。
宮本武蔵（みやもと むさし）
演：武村直毅
後の剣豪。関ヶ原の戦いでは西軍の宇喜多隊の一兵卒として参戦していた。松平忠吉に銃弾を浴びせる。石田三成の捕縛時に木の陰から覗いている。後に解説のシーンで「余計なこと」として巌流島の決闘が挙げられており、ノベライズ版でも触れられている。これは脚本を担当したジェームス三木が以前、『宮本武蔵』や『巌流島 小次郎と武蔵』を手掛けていることに由来していると思われる。

### 皇族・公卿
後陽成天皇（ごようぜいてんのう）
演：木下浩之
第107代天皇。
後水尾天皇（ごみずのおてんのう）
演：大場泰正
第108代天皇。後陽成天皇の三男。和子を女御として迎える。
明正天皇（めいしょうてんのう）
（興子内親王→明正天皇）
演：藤原ひとみ（幼少期：大塚桃子→原田舞美）
第109代天皇。和子の娘。秀忠とお江の外孫。
女二宮（おんなにのみや）
演：根本優海
和子の娘。秀忠とお江の外孫。
中和門院（ちゅうわもんいん）
（近衛前子→中和門院）
演：山口果林
後陽成天皇の中宮。近衛前久の娘。秀吉の養女。後水尾天皇、近衛信尋、一条兼遐生母。入内する和子のために力を尽くす。
九条忠栄（くじょう ただひで）
演：山下規介
関白となり、宮中重大事件（猪熊事件）の処理に当たる。その後、譲位の問題を謝すべく江戸で秀忠に対面する。後陽成上皇と禁裏との対立を解消すべく力を尽くした後、職を解かれる。
完子（さだこ）
（完姫→完子）
演：小川範子（幼少期：野村知沙→前田亜季）
お江と羽柴秀勝の間に生まれた子。淀殿の養女となり、その後、九条忠栄に嫁ぐ。
九条忠象（くじょう ただかた）
演：中江太
忠栄の次男。母は完子でお江の孫。江戸に赴いた際、家光、秀忠に拝謁後、お江、忠長、勝姫、仙千代、常高院に会う。
鷹司信房（たかつかさ のぶふさ）
演：川端槇二
近衛信尹の辞任後関白となる。宮中重大事件において所司代の介入を拒んだため、家康の政治力で関白をやめさせられる（後任は九条忠栄）。家光の正室・孝子の父にして家光の義父であり二条昭実の弟でもある。
鷹司信尚（たかつかさ のぶひさ）
演：米山信之
信房の子。孝子の同母兄で家光の義兄。九条忠栄が罷免された後、関白となる。
近衛信尹（このえ のぶただ）
演：狭間鉄
中和門院の兄。関白辞任後、後陽成天皇の八条宮への譲位に難色を示す徳川家を説得するため、江戸へ赴く。家康が「関白をやめさせた」と語っていたが、罷免に至った経緯は不明である。
近衛信尋（このえ のぶひろ）
演：野地将年
後陽成天皇の四男。和姫入内問題がこじれた際、兄の後水尾天皇に譲位するといわれ、対応に苦慮する。
一条兼遐（いちじょう かねとお）
演：綱島郷太郎
後陽成天皇の九男。
二条昭実（にじょう あきざね）
演：寺田農
鷹司信房の実兄にして孝子の叔父。和姫の入内の際、後水尾天皇が御よつ御寮人が賀茂宮を設けたことに秀忠が激怒、昭実は御よつ御寮人と賀茂宮を遠ざけることを約束させられる。しかし、その後も約束が履行されず更に梅宮を設けたことから再び秀忠が激怒した時は病気にもかかわらず伏見城に呼びつけられ叱責されたあげく倒れ、そのまま亡くなった。
二条康道（にじょう やすみち）
演：安村和之
忠栄の長男。母は完子でお江の孫。二条家の養子。江戸に赴いた際、家光、秀忠に拝謁後、お江、忠長、勝姫、仙千代、常高院に会う。
広橋兼勝（ひろはし かねかつ）
演：石橋雅史
武家伝奏。猪熊事件に関与した広橋局の父。
三条西実条（さんじょうにし さねえだ）
演：森田順平
武家伝奏。
中院通村（なかのいん みちむら）
演：井川哲也
武家伝奏。家光が奏上した天皇の関東下向に対し前例がないと拒絶した。それ以降も幕府に対して強気な姿勢を崩さず、後水尾天皇が譲位した際、幕府の奏請により罷免された。
勧修寺光豊（かじゅうじ みつとよ）
演：井上倫宏
武家伝奏。
日野資勝（ひの すけかつ）
演：加藤満
武家伝奏。
烏丸光広（からすまる みつひろ）
演：吉見一豊
参議。宮中重大事件で罰せられる。
唐橋局（からはし の つぼね）
演：麻田かおり
掌侍。宮中重大事件で家康に駿府に召還され、伊豆の新島に流罪となる。
広橋局（ひろはし の つぼね）
演：日高ひとみ
典侍。武家伝奏・広橋兼勝の娘。宮中重大事件で家康に駿府に召還され、伊豆の新島に流罪となる。
讃岐（さぬき）
演：宮内知美
命婦。宮中重大事件で家康に駿府に召還され、伊豆の新島に流罪となる。
水無瀬（みなせ）
演：小池妙佳
掌侍。宮中重大事件で家康に駿府に召還され、伊豆の新島に流罪となる。
中院局（なかのいん の つぼね）
演：斉藤かおり
宮中重大事件で家康に駿府に召還され、伊豆の新島に流罪となる。

### その他
佐々介三郎（さっさ すけさぶろう）
演：浅利香津代
光圀の側近。当初は正しい歴史を残すためには徳川家に不都合な点を挙げることも辞さない光圀と衝突し、論争が激して手打ち寸前になったこともあった。
安積覚兵衛（あさか かくべえ）
演：鷲尾真知子
光圀の側近。介三郎と同様、当初は光圀の言動に尻込みしていた。
天海（てんかい）
演：金田龍之介
天台宗の僧侶で家康の仏教顧問。家康の神号論争では大権現を推す。日光東照宮の造営に尽力する。相当な高齢ながら最終回まで登場し、光圀らからは「サバを読んでいる」と疑われていた。
金地院崇伝（こんちいん すうでん）
演：大河内浩
臨済宗南禅寺の僧侶で家康の仏教顧問。家康の神号論争では大明神を推す。天海とは犬猿の仲。
林道春（はやし どうしゅん）
演：寺尾繁輝
家康の儒学顧問。
神龍院梵舜（しんりゅういん ぼんしゅん）
演：杉崎昭彦
家康の神道顧問。家康の死後、久能山への埋葬を差配する。家康の神号論争では大明神を推す。
見性院（けんしょういん）
演：丹阿弥谷津子
武田信玄次女、穴山梅雪正室、家康五男・武田信吉養母。秀忠の側室・お静とその子幸松（保科正之）を匿う。
ウィリアム・アダムス
（ウィリアム・アダムス⇔三浦按針）
演：テレンス・オブライエン
イギリスの軍人。家康の外交顧問となり、所領を与えられ三浦按針（みうら あんじん）の名を与えられるが、後にウィリアム・アダムスの名前に戻す。
ヤン・ヨーステン
演：イェール・ポッチェス
呉允謙
演：ファン・ソンヒ
朝鮮通信使正使。
鄭岦
演：金守珍
朝鮮通信使正使。家光の将軍宣下の後、賀詞を述べる。秀吉の朝鮮出兵で日本に連行された朝鮮の民を帰すよう求める。
善説（ぜんせつ）
演：久保晶
三成の母の菩提寺、瑞岳寺の僧。関ヶ原合戦に敗れて逃れた三成を古橋村の法華寺の三珠院に匿う。
与次郎太夫（よじろうだゆう）
演：九太朗
法華寺三珠院に匿われていた三成であったが、追っ手に発覚しそうになったため与次郎太夫が岩窟に匿った。
講談師
演：三遊亭楽太郎
出雲阿国
演：花柳貴代人
リポーター
演：東海林のり子
光圀が猪熊事件について解説している中、突然書斎に現れた現代人のひとり。大河ドラマに放送当時の映像を入れること自体は珍しくないが、現代人と登場人物を絡ませるこの描写は大変話題を呼んだ。

## 解説者・水戸光圀
「今宵も、おなじみの顔でござる」が決め台詞。ただし、第22回までは特に台詞はなく、時々ししおどしの音に合わせて軽くお辞儀するだけであった。変形としては「今宵も、おなじみの顔ぶれでござる」「今宵も、おなじみの面相でござる」というものもあった。
同じジェームス三木の大河での前作『八代将軍吉宗』でも、近松門左衛門を同じような解説役で登場させており、続けてこの手法が用いられた。演じた梅雀曰く、「（ドラマの中での）光圀はドラマのエピソードをつなぐ役割で、時空を飛び越え縦横無尽に活躍」した。
- やたらと外来語（例えばハイビジョン、ワイドショー、プライバシーなど）や、当時はもちろんなかった言葉（たとえば総理大臣、防衛庁長官、幕府など）を駆使した。これは光圀だけでなく、付き添いの介三郎・覚兵衛、『八代将軍吉宗』で解説を担当した近松門左衛門も同様である。また、後述の西暦の使用を除けば従来のとおり作中でのナレーションは旧暦だが、視聴者にわかりやすくするためか、「六時間」「午前八時」など、時刻の表現も当時の表現ではなく（当時は「三刻」「辰の刻」など）、「メートル」など寸法も同様である（当時は「尺」「寸」など）。
- 三成から「何故家康公、秀忠公と尊称をつけ、三成は呼び捨てなのか?」と詰問されると、「自分の祖父、伯父だから」と答えた（第10回）[注釈 5]。
- 杭瀬川の戦いが終わった杭瀬川河畔に一人佇んでいた（第10回）。
- 家康の体型や脱糞のエピソードについてやり取りを行った直後のシーンで、床についていた家康がそのセリフを繰り返し「（誰かわしの）悪口を言うたな」と反応した（第15回）。
- 赤ん坊の父・頼房を抱っこした（第18回）。
- お初、福島正則、天海といった面々と対面した。
- 猪熊事件の解説の際、狩衣を着て公家に変身した。この時、なぜか東海林のり子を初めとする現代人が、事件に関するコメントを求めて現れた（第24回）。
- 後陽成天皇の後継者争いの説明の際、家康が現れ「たわけ!」と面罵された（第24回）。
- 神号論議の解説で野球のバットを持ち、「カキーン! これぞ逆転ホームラン」と言った。もちろん実際の光圀の時代には野球はない（第32回）。
- 光圀の屋敷に「酒を出せ」と忍び込んだ頼房と竹千代（家光）に当身を食らわせ、気絶させた。その後、忍び込んだ曲者の片割れが自分の父だと知り、激しく狼狽していた（第33回）。
- 「家光の弟・忠長に四代将軍の座が回ってくることはないのか」と尋ねるお江に可能性を否定した直後に、覚兵衛に五代将軍綱吉（四代将軍家綱の弟）の将軍職継承の話を振られてそのいきさつを説明しかけ、「先のことを申すな!」と慌てて制した（本作の光圀の時代は1657年、つまり家綱の時世。第38回）。また最終回でも「徳川幕府は十五代まで続く」と述べるシーンがある。
- 明正天皇即位の解説で、西暦を「便宜上の理由」で使った（第46回）。
- 赤ん坊、そして少し成長した自分と対面し、この時に対面した自分を「栴檀は双葉より芳し」などと自画自賛していた（第44回、最終回）。
- 家光と頼房の酒の席にいた。そのときの話の内容は「なぜ産んだ子（＝光圀）のことを黙っていたり、水子にしたりしていたのか」というものであり、頼房の「水戸家に子は不要（尾張家、紀伊家がいるから）」という発言を聞き、光圀は落胆していた。しかしその直後家光から「千代松」の名を与えられ喜んだ（第44回）。
- 最終回に、番組がいつもの終了の時間（午後8時45分）になったため締めの言葉を述べようとして、家光の世継ぎが気になる覚兵衛と揉めていると、突然介三郎が部屋に入って来て、「たった今プロデューサーから、あと15分延長してもよいとの知らせがあった」と告げたため、光圀は安堵して番組の解説を続行した。
- 竹千代（後の四代将軍家綱）誕生に沸く江戸城内で、重臣達と共に走り回っていた（最終回）。
- 「世間の期待に背くは必ずしも本意ならず」という理由で、水戸黄門の姿になり、高笑いと共に葵の紋所の入った印籠を突き出してその紋所が番組のロゴに変わり、番組は締めくくられた（最終回）。

## スタッフ
- 原作・脚本・題字：ジェームス三木
- 音楽・音楽プロデューサー・サウンドトラック指揮：岩代太郎
- テーマ音楽タイトル：「Time Of Destiny」
- テーマ音楽演奏・サウンドトラック演奏：NHK交響楽団
- テーマ音楽指揮・音楽監督：シャルル・デュトワ
- ピアノ演奏：小山実稚恵
- 合唱：ケンブリッジ・キングス・カレッジ合唱団
- 時代考証：大石慎三郎
- 風俗考証：二木謙一
- 建築考証：平井聖
- 衣裳考証：小泉清子
- 所作指導：瀬川仙魚
- 殺陣・武術指導：林邦史朗
- 馬術指導：水上金光、田中光法
- 茶道指導：鈴木宗卓、鈴木宗鶴
- 生け花指導：金子弘子
- 能楽指導：喜多六平太
- 琴指導：米川裕枝
- 鼓指導：幸正昭
- 撮影協力：静岡県静岡市、富士宮市、御殿場市、山梨県小淵沢町、茨城県伊奈町（現・つくばみらい市）、久能山東照宮、日光山輪王寺、増上寺
- 語り：中村梅雀（徳川光圀役を兼任）
- 制作統括：川合淳志
- 制作：金井勉
- 演出：重光亨彦、尾崎充信、佐藤譲、渡辺一貴（詳細は放送日程に記載）

葵紀行
- 語り：山根基世アナウンサー
- イラーン・パイプ、ロウホイッスル、ティン・ホイッスル演奏：デイヴィ・スピラーン
- ギター演奏：渡辺香津美

## 放送

### 放送日程
第1回は1時間25分の拡大版。第25回は第42回衆議院議員総選挙の開票特番を放送するため地上波放送が繰り上げ（午後7:15-）、第37回・第38回はシドニーオリンピックにともなう特別編成のため地上波放送がそれぞれ繰り下げ（第37回が午後8:20-、第38回が午後8:15-）、9月24日はオリンピックで放送せず。最終回は1時間の拡大版。
大河ドラマでは初となる全編ハイビジョン撮影作品であるため、ハイビジョン試験放送(BS9ch)でも日曜20時(総合テレビと同時間帯)に放送していた。なお、2000年12月1日からBSデジタル放送が開始したため、12月3日以降の最後の3回分はNHKデジタル衛星ハイビジョン（BShi）の放送に移行した（BShiでの放送時間は21:30 - 22:15）。また、NHK衛星第2テレビジョン（BS2）においてもアナログ・デジタルの同時放送となった(BS2での放送時間は22:45 - 23:30)。
| 放送回 | 放送日   | 題           | 演出     | 葵紀行           |
| ------ | -------- | ------------ | -------- | ---------------- |
| 第1回  | 1月9日   | 総括関ヶ原   | 重光亨彦 |                  |
| 第2回  | 1月16日  | 秀吉の遺言   | 重光亨彦 | 愛知・岡崎       |
| 第3回  | 1月23日  | 五大老五奉行 | 重光亨彦 | 京都・伏見       |
| 第4回  | 1月30日  | 剛腕五十八歳 | 重光亨彦 | 静岡             |
| 第5回  | 2月6日   | 反主流       | 尾崎充信 | 滋賀・佐和山     |
| 第6回  | 2月13日  | 多国籍軍     | 尾崎充信 | 滋賀・長浜       |
| 第7回  | 2月20日  | 弾劾状       | 尾崎充信 | 滋賀・湖北       |
| 第8回  | 2月27日  | 多数派工作   | 尾崎充信 | 栃木・小山       |
| 第9回  | 3月5日   | 風雲大垣城   | 尾崎充信 | 岐阜・大垣       |
| 第10回 | 3月12日  | 前哨戦       | 重光亨彦 | 信州・上田       |
| 第11回 | 3月19日  | 天下分け目   | 重光亨彦 | 岐阜・関ケ原     |
| 第12回 | 3月26日  | 合戦関ヶ原   | 重光亨彦 | 伊吹山麓         |
| 第13回 | 4月2日   | 三成最期     | 重光亨彦 | 滋賀・草津       |
| 第14回 | 4月9日   | 淀の面目     | 尾崎充信 | 愛知・名古屋     |
| 第15回 | 4月16日  | 花嫁は三歳   | 尾崎充信 | 静岡・雄踏町     |
| 第16回 | 4月23日  | 秀忠の秘密   | 尾崎充信 | 東京・小石川     |
| 第17回 | 4月30日  | 千姫婚礼     | 尾崎充信 | 京都・二条城     |
| 第18回 | 5月7日   | 異母兄弟     | 重光亨彦 | 東京・日本橋     |
| 第19回 | 5月14日  | 将軍秀忠     | 重光亨彦 | 京都・高台寺     |
| 第20回 | 5月21日  | 二元政治     | 重光亨彦 | 愛知・松平郷     |
| 第21回 | 5月28日  | 偉大なる父   | 尾崎充信 | 京都・金地院     |
| 第22回 | 6月4日   | 大御所       | 尾崎充信 | 静岡浅間神社     |
| 第23回 | 6月11日  | 宮中重大事件 | 尾崎充信 | 三重・津         |
| 第24回 | 6月18日  | 野望の輪郭   | 重光亨彦 | 静岡・清見寺     |
| 第25回 | 6月25日  | 秀頼上洛     | 重光亨彦 | 静岡・丸子       |
| 第26回 | 7月2日   | 派閥抗争     | 重光亨彦 | 小田原           |
| 第27回 | 7月9日   | 悲憤の開戦   | 重光亨彦 | 京都・方広寺     |
| 第28回 | 7月16日  | 大坂冬の陣   | 尾崎充信 | 大阪・天王寺     |
| 第29回 | 7月23日  | 大坂夏の陣   | 尾崎充信 | 大阪城           |
| 第30回 | 7月30日  | 大坂城炎上   | 尾崎充信 | 水の都・大阪     |
| 第31回 | 8月6日   | 忠輝勘当     | 重光亨彦 | 京都・三玄院     |
| 第32回 | 8月13日  | 家康の死     | 重光亨彦 | 久能山東照宮     |
| 第33回 | 8月20日  | 東照大権現   | 重光亨彦 | 栃木・日光       |
| 第34回 | 8月27日  | 御落胤       | 佐藤譲   | 長野・高遠       |
| 第35回 | 9月3日   | 竹千代の屈折 | 佐藤譲   | 川越・喜多院     |
| 第36回 | 9月10日  | 和姫入内     | 尾崎充信 | 京都・詩仙堂     |
| 第37回 | 9月17日  | 忠直の乱心   | 尾崎充信 | 京都・正伝永源院 |
| 第38回 | 10月1日  | 宇都宮釣天井 | 重光亨彦 | 日光東照宮       |
| 第39回 | 10月8日  | 将軍家光     | 重光亨彦 | 京都・鷹ヶ峰     |
| 第40回 | 10月15日 | 親ごころ     | 渡辺一貴 | 東京・寛永寺     |
| 第41回 | 10月22日 | 御対面       | 渡辺一貴 | 御所の文化       |
| 第42回 | 10月29日 | 二条城行幸   | 重光亨彦 | 兵庫・姫路       |
| 第43回 | 11月5日  | 女の一生     | 重光亨彦 | 行幸の献立       |
| 第44回 | 11月12日 | 皇子降誕     | 重光亨彦 | 水戸・常陸太田   |
| 第45回 | 11月19日 | 春日局       | 佐藤譲   | 京都・麟祥院     |
| 第46回 | 11月26日 | 女帝即位     | 尾崎充信 | 京都・泉涌寺     |
| 第47回 | 12月3日  | 三兄弟       | 尾崎充信 | 寛永の江戸       |
| 第48回 | 12月10日 | さらば秀忠   | 重光亨彦 | 東京・増上寺     |
| 最終回 | 12月17日 | 名君づくり   | 重光亨彦 | 日光・家光廟     |

### 総集編
1. 天下分け目　12月27日　21:10-22:00
2. 征夷大将軍　12月28日　21:10-22:00
3. 豊臣家滅亡　12月29日　21:10-22:00
4. 葵の絆　　　12月30日　21:10-22:00

### 大河ドラマアンコール
2019年4月から2020年3月まで、NHK BSプレミアムで毎週日曜6:00 - 6:45に放送された。

## ドラマ舞台地の反応
静岡市
1998年4月2日に制作発表が行われると、舞台となる自治体の中で素早く動いたのは静岡市であった。同年9月15日、静岡市観光協会、市民らでつくる「徳川慶喜と明治の静岡」推進協議会は、ジェームズ三木を迎え、「駿府の歴史を楽しむ会」を静岡市民文化会館で開催した。1300人が集ったこのイベントでは三木が講演したほか、大学教授や主婦らでつくる「静岡慶喜劇団」の公演、宝井馬琴の講談が行われた。
2000年1月8日、『葵 徳川三代』の放送開始日（1月9日）にあわせ、静岡市では市制110周年博覧会『静岡「葵」博』が開幕した。総事業費は約12億円。市が約6億円を負担し、残りはチケット販売などで賄われた。東静岡会場では、大河ドラマ館として「葵の館」が設置された。また、駿府城天守閣を3分の1のスケールで再現するなどして、1年かけて目標の来場者100万人を達成した。
岡崎市
1999年6月11日、旧岡崎郵便局の跡地3,330平方メートルを購入していた愛知県岡崎市は、同跡地に「にぎやかさ創出のための交流機能を持たせた集客施設」を建設すると発表した。市は整備の前に、跡地の下に眠る岡崎城内堀の発掘調査を行った。大河ドラマ効果を狙って1億6,500万円をかけてつくった江戸時代風の商業施設「岡崎城下三河小町」（略称：三河小町）がオープンしたのは
放送開始から半年も経った2000年7月22日であった。それとともにアクセスの悪さもあり、客足は低迷。赤字が続き、三河小町は2002年1月に閉鎖に追い込まれた。

## メディア
- 葵 徳川三代 総括関ヶ原 (VHS、第1回を収録)
- 総集編： 全4巻 (VHS)、2枚組 (DVD)
- 完全版： 全7巻、49回 (DVD)

## 関連書籍
- 葵 徳川三代〈上〉 (1999年12月刊) ISBN 414005333X
- 葵 徳川三代〈中〉 (2000年3月刊) ISBN 4140053348
- 葵 徳川三代〈下〉 (2000年11月刊) ISBN 4140053356
- (NHK大河ドラマ・ストーリー) 葵 徳川三代 (前編) (2000年1月刊) ISBN 4149233306
- (NHK大河ドラマ・ストーリー) 葵 徳川三代 (後編) (2000年6月刊) ISBN 4149233314